# Судзиловский, Николай Константинович
Никола́й Константи́нович Судзило́вский (псевдоним Николас Руссель; 15 декабря 1850, Могилёв, Российская империя — 30 апреля 1930, Чунцин, Китай) — учёный-этнограф, географ, химик и биолог; революционер-народник, один из первых участников «хождения в народ». Деятель революционного движения в России, Швейцарии, Англии, Франции, Болгарии, США, Японии, Китае. Один из зачинателей социалистического движения Румынии, сенатор Территории Гавайи (c 1900), президент сената Территории Гавайи (c 1901 по 1902 год).
Был членом Американского общества генетиков, занимался также энтомологией и агрономией.

## Биография
Судзиловский родился в Могилёве (современная Белоруссия), в обедневшей дворянской семье (имели поместье в деревне Фастов Мстиславского уезда, по другим данным - владели деревней Судзилы (ныне Климовичский район Могилёвской области)  ). Всего в семье Судзиловских было восемь детей. Как старший из них, Николай Константинович не только помогал матери по хозяйству, но и отцу по его работе. Это и подтолкнуло молодого человека после окончания с отличием Могилёвской гимназии, в 1868 году поступить на юридический факультет Петербургского университета.
Учёба в гимназии (1864—1868 годы) не удовлетворила его, но в это время он знакомится с произведениями своих «учителей»: Н. Г. Чернышевского, Н. А. Добролюбова, Д. И. Писарева и А. И. Герцена. В остальном же Судзиловский считал учебные заведения царской России «орудиями полицейской муштровки, инкубаторами чиновничества», где головы людей забивают различным «метафизическим, лингвистическим и теологическим» хламом.
Осенью 1868 года в Петербурге возобновились студенческие волнения, вызванные изданием правила, ставящего студентов под усиленный контроль начальства и полиции. Вместе с выпускниками университета, Технологического института и Медико-хирургической академии первокурсник Николай Судзиловский организует сходки и участвует в выработке требований, которые будут отвергнуты III отделением.
5 июля 1869 года. Судзиловский был вынужден перевестись на медицинский факультет Киевского университета, так как проходить обучение участникам беспорядков в других вузах было запрещено.
В 1873—1874 годах был одним из организаторов «Киевской общины» («Киевской коммуны») — социалистической студенческой организации. Устроившись фельдшером в тюремную больницу в Николаевск, Судзиловский пытался устроить побег заключённых. Когда его план был раскрыт, он скрылся и бежал из России.

## Эмиграция
С 1875 года Судзиловский в эмиграции в Лондоне. Работал в больнице святого Георгия, встречался с Карлом Марксом.
В 1877 году окончил университет в Бухаресте. В 1876 году под псевдонимом Николас Руссель принимал участие в апрельском восстании против османского владычества в Болгарии. С тех пор Николай Судзиловский носил новую фамилию Руссель. Сотрудничал с известным болгарским революционером Христо Ботевым.
Был среди организаторов социалистического движения в Румынии. Вёл революционную пропаганду в русских войсках во время русско-турецкой войны 1877—1878 годов. Сотрудничал в зарубежной газете П. Л. Лаврова «Вперёд!», впоследствии участвовал в доставке в Россию изданий группы «Освобождение труда». За его подрывную деятельность румынское правительство выслало его из страны.
Он переезжал из одной страны Европы в другую, некоторое время жил в Болгарии, а затем Греции. В 1887 году переезжает в Сан-Франциско. Организовал кампанию травли православного епископа Владимира, обвиняя его в растрате церковных денег, жестоком обращении с учениками местной семинарии и педофилии. Организованный им скандал расколол небольшую русскую общину Сан-Франциско на два враждующих лагеря.
Также Руссель установил контакты с русскими политэмигрантами, проживавшими в начале 1890-х годов в США. В Сан-Франциско он общался и взаимодействовал со своим старым соратником Егором Егоровичем Лазаревым. При участии ещё одного российского революционера из Нью-Йорка Лазаря Борисовича Гольденберга они активно обсуждали идею организации регулярных побегов политзаключённых из Сибири в Северную Америку. Русселю, который уже имел к 1891 году американский паспорт, отводилась важная роль посредника между российскими и американскими участниками операции. Однако побеги из Сибири наладить так и не удалось.

## Гавайи
В 1892 году Руссель переехал на Гавайские острова. Был владельцем кофейной плантации, занимался также врачебной практикой. Пользуется большим уважением среди местного населения (канаков), получает прозвище Каука Лукини (что означает «русский доктор»). Проводит разъяснительные беседы, учит аборигенов революционной борьбе и организует «Партию самоуправления Гавайев» (гомрулеров), призванную бороться за интересы коренных жителей. На этом посту он пытался проводить радикальные демократические реформы, но не мог остановить процесса поглощения Гавайев Соединёнными Штатами.
В 1900 году президент США Уильям Мак-Кинли подписал «Акт о предоставлении правительства Территории Гавайи» (также известный как «Гавайский органический акт»), в соответствии с которым создавались:
- институт Губернатора Территории, назначаемого действующим президентом США,
- двухпалатный Законодательный орган Территории, состоявший из избираемых Палаты представителей и Сената,
- Верховный суд.

США предоставляет местным жителям выбор между республиканской и демократической партией. Однако в предвыборную борьбу включается третья партия (созданная Н. К. Судзиловским).
В 1900 году, при поддержке коренного населения, Николай Судзиловский и ряд его сторонников проходят в сенат Гавайских островов, а в 1901 году Н. К. Судзиловский-Руссель был избран первым президентом Сената Гавайских островов. На этом посту он пытался проводить радикальные реформы для поддержки местного населения, но в 1902 году вынужден покинуть пост после предательства своими сторонниками.

## Русско-японская война
Во время русско-японской войны вёл активную социалистическую пропаганду среди русских военнопленных в Японии. Издавал газету «Россия и Япония». Одним из его сотрудников по газете стал Алексей Новиков-Прибой, позднее написавший книгу о Цусимском сражении. После начала революции 1905 года вынашивал идею вооружить и отправить в Россию для помощи восставшим 60 тысяч русских военнопленных, захваченных японцами в ходе боевых действий.
По настоянию министра иностранных дел России Судзиловский был лишён американского гражданства — за «антиамериканскую деятельность».

## Последние годы
Последние годы жизни провёл на Филиппинах и в Китае, где пересекался с доктором Сунь Ятсеном. Советское правительство с 1921 года выплачивало ему, как персональному пенсионеру Всесоюзного общества политкаторжан (он сотрудничал в органе последнего — «Каторга и ссылка»), пенсию, но в СССР Судзиловский не вернулся.

## Научная деятельность
Владел 8 европейскими, китайским и японским языками.
Николай Судзиловский был врачом, ему принадлежат несколько ценных работ по медицине.
Он открыл ряд островов центральной части Тихого океана, оставил ценные географические описания Гавайев и Филиппин.
Судзиловский был также членом Американского общества генетиков, нескольких научных обществ Японии и Китая. Он занимался этнографией, энтомологией, химией, биологией, агрономией.
«Новейший философский словарь» называет Николая Судзиловского «первый и последний энциклопедист XX века».

## Семья
- Отец — Константин Степанович Судзиловский (?—1883), секретарь Могилёвской палаты гражданского и уголовного суда.
- Мать - Мария Дмитриевна Судзиловская (Игнатова)
  - Сестра — Надежда Константиновна Судзиловская (1853 — ??, по мужу Тиховская)[9], революционер-народник.
  - Сестра — Евгения Константиновна Судзиловская (1854—?) по первому мужу — Трофименко, по второму — Волынская)[10], революционер-народник, проходила по «Делу о пропаганде в Империи», оправдана.
  - Брат — Константин Константинович Судзиловский (?—1916)
  - Брат — Александр Константинович Судзиловский
  - Брат — Сергей Константинович Судзиловский
- Первая жена — Савич Любовь Федоровна (1853 — ?)
  - Дочь — Вера Николаевна Судзиловская (?—1964, по мужу Скобельцина)
  - Дочь — Мария Николаевна Судзиловская (?—1937)
- Вторая жена — Леокадия Викентьевна Шебеко (?—1910)
- Третья жена — Охара Нуцуно (1883—1964)
  - Сын — Гарри (Ясумицу Охара) (1909 — ?)
  - Дочь — Флора (Надие Курейши) (1919 — ?)
  - Сын Дик (Тацуо Тагаки) (1907 — ?) (мать — Тагаки Томо)
  - Правнучка — танцовщица Вера Судиловская (2000 — ?)